# Palais Bonde
Le Palais Bonde (en suédois Bondeska palatset) est un bâtiment de la vieille ville de Stockholm, qui a été construit entre 1662 et 1673 pour le trésorier impérial Gustaf Bonde.

## Histoire et description

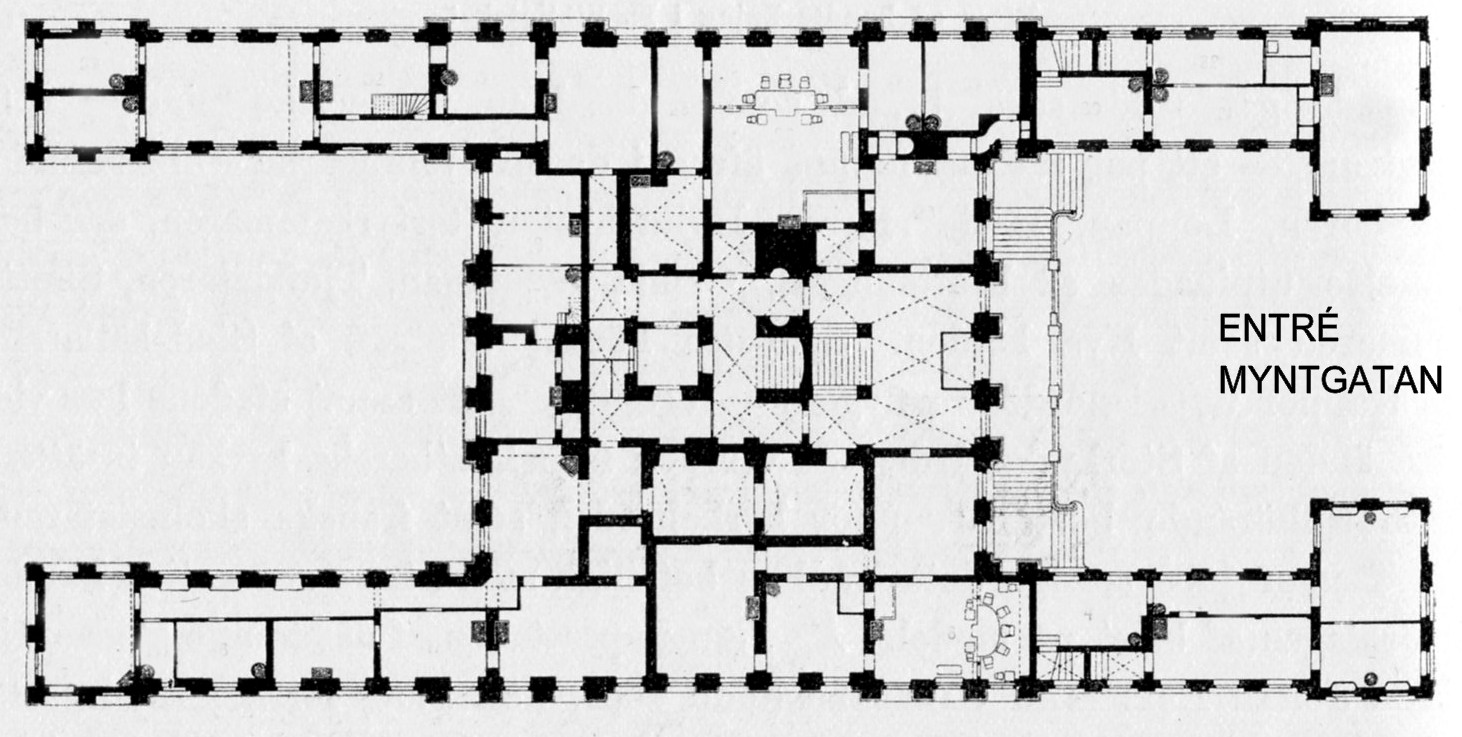
Plan du palais (1897)

Les plans sont des architectes Nicodème Tessin l'Ancien et Jean de la Vallée. Le palais a la forme d'un "H" et les ailes latérales nord faisant face à l'eau enferment un petit jardin baroque. Le bâtiment principal avait à l'origine un toit en cuivre, entouré des coupoles des pavillons d'angle, tandis que les façades étaient décorées de pilastres ioniques, de festons et de portraits d'empereurs romains.
La Grande Réduction de 1680 (la Couronne récupérant des terres précédemment accordées à la noblesse) a considérablement réduit le pouvoir financier de la dynastie Bonde, et par conséquent, après l'incendie dévastateur du palais royal Tre Kronor en 1697, dans la période suivante, la cour d'appel de Svea et la bibliothèque royale ont été logées dans le palais Bonde.
La toiture originale, richement décorée, fut détruite lors d'un incendie en 1710. Les coupoles d'origine, quant à elles, sont encore conservées sur les ailes nord. En 1730, le palais fut finalement racheté par la ville afin de déplacer l'hôtel de ville de la place centrale Stortorget et l'a utilisé comme hôtel de ville pendant les 200 années suivantes, mettant ainsi un terme définitif à l'histoire du bâtiment comme palais privé,.
Après un autre incendie en 1753, le palais a pris son aspect actuel.
La conception de Johan Eberhard Carlberg ayant abouti à la construction des ailes sud selon les plans originaux, à l'ajout d'un nouvel étage supérieur et d'un toit en croupe bas moderne.
L'intérieur actuel reflète encore le goût du milieu du XVIIIème siècle. En tant qu'hôtel de ville, le palais a commencé à jouer un rôle central dans l'histoire juridique suédoise en étant témoin de plusieurs événements historiques dramatiques, notamment la flagellation publique de Jacob Johan Anckarström en 1792 et la mise à mort par la foule de l'homme d'État Axel de Fersen en 1810.
De l'ameublement intérieur d'origine, la voûte de la cave, diverses portes et plafonds dans la zone d'entrée et la salle d'écriture du trésorier impérial existent toujours.
En 1948, le bâtiment fut transféré de la ville à l'État et est maintenant utilisé par la Cour suprême suédoise.
Une restauration complète menée par l'architecte Ivar Tengbom, comprenant le renforcement des fondations, le remplacement des fenêtres et des puits de lumière intérieurs utilisés pour les installations, a transformé la structure délabrée en sa forme classique actuelle.
La rénovation des intérieurs conçue par Carl Malmsten, cependant, font que l'intérieur évoque les années 1940. Des restaurations supplémentaires en 1986 et 2003-2004 se sont soigneusement concentrées sur l'origine du bâtiment des XVIIème siècle et XVIIIème siècle en utilisant autant que possible des matériaux et un savoir-faire d'origine tout en adaptant les bureaux de la Cour suprême aux exigences modernes en matière d'accessibilité et de sécurité.
Le bâtiment a le statut de bâtiment classé Byggnadsminne depuis 1949 et abrite également divers trésors d'art du Musée national.
Le bâtiment est aujourd'hui classé monument historique d'intérêt national administré et entretenu par l'administration des biens immobiliers de l'État suédois,,.

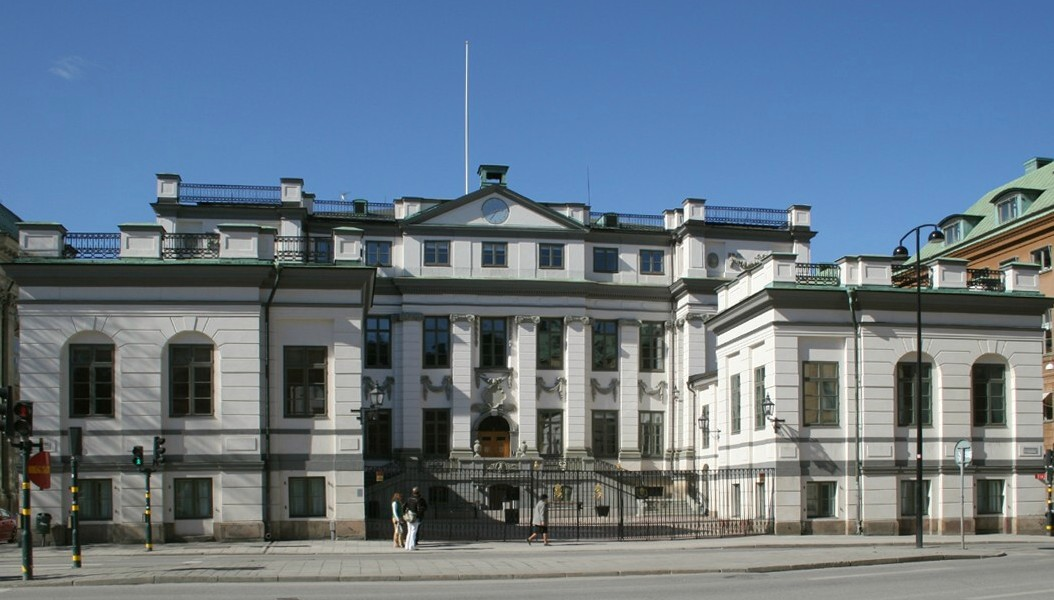
Aile sud du palais Bondeska en févier 2007.